# 地蝦目
地蝦目（學名Bathynellacea）是一目生活在地下水間隙的甲殼類。一些物種可以忍受低鹽濃度，且最少有一非洲物種是嗜熱的，能夠抵受達55℃。地蝦目是微小及瞎眼的，腳很短及脆弱，最長只有3.4毫米。除了南極洲及一些島嶼（包括斐濟、新喀里多尼亞及加勒比地區）外，在每個大洲都可以見到它們。